# Lorenzo Richelmy

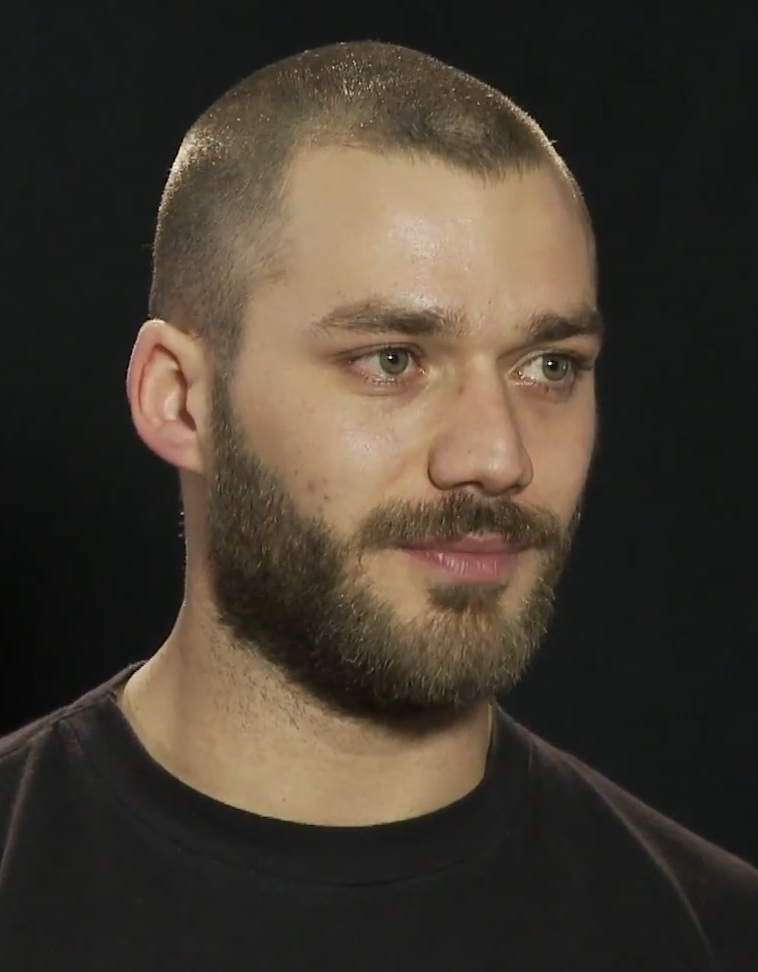
Lorenzo Richelmy (2017)

Lorenzo Richelmy (* 25. März 1990 in La Spezia) ist ein italienischer Filmschauspieler.

## Leben
Lorenzo Richelmy, Sohn von Bühnenschauspielern, zog im Alter von vier Jahren, 1994, mit seinen Eltern nach Rom, wo er seit diesem Zeitpunkt lebt. In Lido di Ostia, einem Vorort der italienischen Hauptstadt, genoss er seine Schulbildung. Seine ersten Erfahrungen als Schauspieler sammelte Richelmy 1998, im Alter von acht Jahren, als er im Theaterstück "Il Gran Sasso strizza l'occhio al Frejus unter der Regie von Italo Spinelli auf der Bühne stand. Weitere Engagements, unter anderem im Theaterstück Zio Mario unter der Regie von Mario Prosperi, von 1999 bis 2000, folgten.
2008 bekam er seine erste Filmrolle, in der Miniserie I liceali, in der er bis 2009 in 18 Episoden zu sehen war. In der Fernsehserie Borgia, verkörperte Richelmy 2013 Sidonius Grimani.
Zu internationalem Durchbruch verhalf ihm die Fernsehserie Marco Polo, in der Richelmy von 2014 bis 2016 in der Rolle des venezianischen Kaufmannsohnes Marco Polo zu sehen war.

## Filmografie (Auswahl)
- 2013: Borgia (Fernsehserie)
- 2014–2016: Marco Polo (Fernsehserie)
- 2017: Der Nebelmann (La ragazza nella nebbia)